# United States v. Franklin
United States v. Franklin, Rosen, and Weissman est un procès mené au début du XXIe siècle devant l’United States District Court for the Eastern District of Virginia (en), une cour de district des États-Unis. Le gouvernement fédéral américain poursuit un salarié du département de la Défense (Franklin) et deux employés du lobby pro-Israël American Israel Public Affairs Committee (Rosen et Weissman) ; les trois sont accusés d'avoir divulgué des informations touchant à la sécurité nationale à des personnes « non autorisées » (not entitled) à les posséder, un crime selon l'Espionage Act of 1917. C'est l'une des rares poursuites engagées selon l'une des clauses de l’Espionage Act qui vise non pas l'activité traditionnelle d'espionnage ou de sédition, mais une pratique courante à Washington, D.C. : la fuite d'information. La poursuite contre Rosen et Weissman est aussi inhabituelle parce que les clauses de l’Espionage Act sont rarement (sinon jamais) utilisées contre des individus qui ne sont pas employés par le gouvernement fédéral américain. Franklin a plaidé coupable, alors que toutes les charges contre Rosen et Weissman ont été abandonnées.